# Estupro de vulnerável
No Direito Penal brasileiro, estupro de vulnerável é um tipo penal criado com a lei 12015 de agosto de 2009, que substituiu o antigo artigo 224 do Código Penal, que por sua vez tratava da presunção de violência. Com o novo crime, a presunção de violência passa a ser, em tese, absoluta, e não mais relativa. A mesma lei 12015, que criou a ideia do estupro de vulnerável, também foi responsável pela alteração no texto do crime de corrupção de menores, fixando a idade de consentimento no Brasil aos 14 anos, com exceção dos casos de prostituição.
O estupro de vulnerável, tipificado no artigo 217-A do Código Penal, é caracterizado por uma relação de poder, na qual a vítima se encontra em uma situação de vulnerabilidade. Esse estado decorre de 3 circunstâncias: a vítima é menor de 14 anos, portanto ainda não completou o seu desenvolvimento físico e psíquico; quando esta não pode oferecer resistência; alguém que, por enfermidade ou deficiência mental, não possui o necessário discernimento para a prática do ato sexual.

## História

### Conceito de presunção de violência
Em 2009, a lei n° 12.015/2009 substituiu o conceito anterior de “presunção de violência” (também conhecido como “estupro presumido”) pelo novo conceito de “estupro de vulnerável”.
A violência presumida era até então prevista no antigo artigo 224, “a”, do Código Penal de 1940, para os atos sexuais praticados abaixo da idade de 14 anos. A partir de 1940, com a evolução dos costumes ao longo das décadas seguintes, a jurisprudência (conjunto de decisões judiciais) e a doutrina (conjunto de ideias publicadas por juristas) dividiram-se em duas correntes de pensamento: presunção relativa ou presunção absoluta de violência.

### Presunção absoluta
Para os defensores da presunção absoluta, não havia exceções à regra, ou seja, todo ato sexual com menores de 14 anos era considerado violento, fosse ele enquadrado como estupro (art. 213) ou atentado violento ao pudor (art. 214). Por exemplo, num caso de 1996, o Supremo Tribunal Federal decidiu que menor de 14 anos é "incapaz de consentir" (o que se denomina innocentia consilii, ou seja, que há sua completa insciência em relação aos fatos sexuais), não importando se "aparenta idade superior em virtude de seu precoce desenvolvimento físico". Esta decisão, entretanto, não teve força de Súmula vinculante para outros casos (conforme Constituição, art. 103-A).
Já os defensores da presunção relativa analisavam as peculiaridades de cada caso, levando em conta diversos fatores como a compleição física da vítima, sua experiência sexual ou as circunstâncias específicas que levaram ao ato sexual. Neste sentido, algumas decisões judiciais reconheciam o consentimento para o sexo, em casos específicos, aos 13 anos ou aos 12 anos.
Esta controvérsia começou a ganhar força desde a aprovação do ECA em 1990, quando abriu-se divergência entre a idade de consentimento legalmente definida pela presunção de violência (art. 224, "a", do CP) e a definição legal de criança, fase da vida segundo a qual, para uma parte dos juristas, cessaria a incapacidade de discernimento sobre o sexo.
Não há ainda jurisprudência acumulada sobre o novo conceito de “estupro de vulnerável”. No entanto, o novo tipo penal já sofre críticas, como as do doutrinador Marcelo Bertasso que chama a pena do tipo penal de desproporcional por ser maior que a do estupro real de maiores de idade, ou mesmo de crimes contra a vida, como o homicídio simples e crimes contra o patrimônio, como o roubo.

## Súmula nº 593, de 2017, do Superior Tribunal de Justiça.
A Súmula nº 593, de 2017, do Superior Tribunal de Justiça - instituída em face de Recurso Especial de caso em que o réu manteve relações sexuais por 2 anos com menor de idade, a qual depôs afirmando que havia consentido - chega para pôr um ponto final nas divergências construídas acerca do assunto ao longo dos anos. Nela, ficou definido, determinantemente, que não se discutem questões como o consentimento da vítima, qualquer experiência sexual prévia que porventura ela possa ter, nem a existência de relacionamento entre ela e o acusado para afastar a ocorrência do crime. O tipo penal já é bastante claro ao definir como crime a conjunção carnal ou ato libidinoso praticado com menor de 14 anos. Portanto, atualmente, no direito brasileiro, já não cabe discussão acerca da ação ou não de violência contra menores de 14 anos.

## Dados sobre a violência sexual no Brasil
Conforme dados divulgados pelo 13ª Anuário Brasileiro de Segurança Pública, os casos de violência sexual atingiram recorde no Brasil. Foram registrados 66 mil vítimas de estupro no ano de 2018, sendo 53,8% das vítimas menores de 14 anos. Ainda, segundo estatísticas averiguadas pelo referido anuário a cada hora 4 crianças são estupradas no país. Esses números só crescem se levarmos em conta os casos que não são notificados.

## Denúncia e prevenção
Segundo o Estatuto da Criança e do Adolescente, a mera suspeita de violência contra criança e adolescente é suficiente para a realização de denúncia, a confirmação, a certeza, não é necessária, uma vez que denunciar é um ato que visa a proteção do menor de idade. 
Conforme a cartilha de proteção de crianças e adolescentes: uma cartilha para adultos (2020), criada pelo canal “Proteja”, a denúncia de violência contra menores de idade pode ocorrer das seguintes formas: por meio telefônico, através do disque 110 ou pelo número 190 (este também recebe denúncias, porém prioriza situações de emergência e de risco iminente); por meio da internet, pelo aplicativo Direitos Humanos Brasil e através do e-mail disquedenuncia@sedh.gov.br; presencialmente, no Conselho Tutelar ou nas Delegacias de Polícia.
Ademais, destacam-se na referida cartilha algumas atitudes gerais, que podem ser tomadas por pais e adultos que convivem com a criança ou adolescente, para prevenir a ocorrência de episódios de violência sexual. São elas: Ficar atento a alterações comportamentais; não incentivar a criança a guardar segredos; se interessar pela rotina, atividades e companhias do menor de idade; transmitir informações a respeito de segurança e direitos; promover a educação sexual; supervisionar o uso da internet.